# فلوریان سنشال
فلوریان سنشال (فرانسوی: Florian Sénéchal‎؛ زادهٔ ۱۰ ژوئیهٔ ۱۹۹۳) دوچرخه‌سوار اهل فرانسه است.
از باشگاه‌هایی که در آن رکاب زده‌است می‌توان به تیم کوئیک‌استپ فلورز، تیم دوچرخه‌سواری کوفیدیس، و تیم کوئیک‌استپ فلورز اشاره کرد.